# Ryo Aono
Ryo Aono (Japans: 青野 令, Aono Ryō) (Matsuyama, 15 mei 1990) is een Japanse snowboarder. Hij vertegenwoordigde zijn vaderland op de Olympische Winterspelen 2010 in Vancouver.

## Carrière
Bij zijn wereldbekerdebuut, in februari 2005 in Sungwoo, scoorde Aono direct zijn eerste wereldbekerpunten, twee jaar later boekte hij zijn eerste wereldbekerzege. Zowel in het seizoen 2006/2007 als in het seizoen 2008/2009 legde de Japanner beslag op de eindzege in het wereldbekerklassement op het onderdeel halfpipe.
Aono nam viermaal deel aan de wereldkampioenschappen snowboarden, op de wereldkampioenschappen snowboarden 2009 in Gangwon veroverde hij de wereldtitel in de halfpipe.
Tijdens de Olympische Winterspelen van 2010 in Vancouver eindigde de Japanner als negende op het onderdeel halfpipe.
In 2012 behaalde Aono een bronzen medaille op het onderdeel halfpipe tijdens de Winter X Games

## Resultaten

### Olympische Winterspelen
| Jaar | Plaats    | Resultaten  |
| ---- | --------- | ----------- |
| 2010 | Vancouver | 9e Halfpipe |

### Wereldkampioenschappen
| FIS  | FIS                    | FIS          |
| Jaar | Plaats                 | Resultaten   |
| ---- | ---------------------- | ------------ |
| 2007 | Arosa                  | 65e Halfpipe |
| 2009 | Gangwon                | Halfpipe     |
| 2011 | La Molina              | 8e Halfpipe  |
| 2013 | Stoneham-et-Tewkesbury | 5e Halfpipe  |

| WSF  | WSF    | WSF         |
| Jaar | Plaats | Resultaten  |
| ---- | ------ | ----------- |
| 2012 | Oslo   | 7e Halfpipe |

### Wereldbeker
Eindklasseringen
| Seizoen   | Algm  | HP     |
| --------- | ----- | ------ |
| 2004/2005 | -     | 39e    |
| 2005/2006 | 191e  | 66e    |
| 2006/2007 | 6e    | Goud   |
| 2007/2008 | 39e   | 6e     |
| 2008/2009 | 20e   | Goud   |
| 2009/2010 | 147e  | 45e    |
| 2010/2011 | Brons | Zilver |
| 2011/2012 | 12e   | 6e     |

Wereldbekerzeges
| Datum            | Plaats   | Onderdeel |
| ---------------- | -------- | --------- |
| 18 februari 2007 | Furano   | Halfpipe  |
| 2 maart 2007     | Calgary  | Halfpipe  |
| 3 maart 2007     | Calgary  | Halfpipe  |
| 1 september 2007 | Cardrona | Halfpipe  |
| 16 februari 2008 | Sungwoo  | Halfpipe  |
| 14 januari 2009  | Gujo     | Halfpipe  |
| 18 februari 2011 | Stoneham | Halfpipe  |
| 26 februari 2011 | Calgary  | Halfpipe  |
| 26 augustus 2012 | Cardrona | Halfpipe  |